# NGC 778
NGC 778 је лентикуларна галаксија у сазвежђу Троугао која се налази на NGC листи објеката дубоког неба.
Деклинација објекта је + 31° 18' 47" а ректасцензија 2h 0m 19,4s. Привидна величина (магнитуда) објекта NGC 778 износи 13,2 а фотографска магнитуда 14,2. NGC 778 је још познат и под ознакама UGC 1480, MCG 5-5-39, CGCG 503-69, PGC 7597.